# Paulo Benedito dos Santos Braga
Paulo Benedito dos Santos Braga (Belém, 18 de novembro de 1934) mais conhecido como Quarentinha ou, ocasionalmente, como Quarenta, como foi chamado predominantemente durante sua carreira, é um ex-futebolista brasileiro que atuava como meio-campista. Detém o recorde de títulos estaduais no Brasil como jogador, com doze conquistas, todos pelo Paysandu, no campeonato paraense, do qual foi eleito em 2010 o maior jogador da história entre cem votantes. Também foi eleito o maior jogador do futebol paraense no século XX, em 2001, em votação entre vinte e dois cronistas esportivos. Seus doze títulos ainda fazem dele o jogador mais vezes campeão no Paysandu. Givanildo Oliveira (1982), Durval (2017) e Jorge Henrique (2021) também lograram doze taças estaduais como futebolistas, mas por times e Estados diferentes. É Quarentinha, portanto, o recordista isolado de estaduais em um mesmo time e em um mesmo campeonato. Seus doze títulos, conquistados em dezessete anos (1956 a 1972), incluem dois bicampeonatos (1956/57; 1971/72) e dois tricampeonatos (1961 a 1963; 1965 a 1967). 
Os doze títulos vieram em meio a uma carreira que durou dezoito anos, integralmente no Paysandu, ainda que fosse ocasionalmente sondado por clubes de fora do Pará, recebendo propostas ignoradas pelos dirigentes alviazuis em tempos de leis de passe mais fortes contra saídas de jogadores. Isto e o paralelo emprego fixo de funcionário público também dificultaram que saísse. Na chamada "Era Quarentinha", o Paysandu ultrapassou o grande rival Remo em número de títulos estaduais; no ano da estreia do craque, em 1955, os alvicelestes somavam 16 títulos, três a menos que o arquirrival. Na ocasião do jogo da despedida em 1973, o clube da Curuzu já tinha 28, e o Remo, 22. Nem este clube e nem o outro rival, a Tuna Luso, conseguiram sequer dois títulos seguidos entre 1955 e 1973. Dona de mais de um terço dos títulos paraenses nos vinte anos entre 1938 e 1958, a Tuna chegou a passar doze anos de jejum enquanto Quarentinha jogou. Em grande sinal de respeito ao craque, os rivais se uniram no jogo de despedida dele em 1973: o adversário foi a Tuna e o estádio usado, o do Remo.
Pelo Paysandu, Quarentinha jogou em torno de 750 partidas e marcou 86 gols, sendo o 12º maior artilheiro bicolor, se notabilizando mais por armação de jogadas do que propriamente por conclui-las; chegou a ser o 8º maior goleador alviazul, sendo superado por jogadores de passagem posterior pelo clube. Sobressaía-se em relação aos demais meias-armadores paraenses de sua época pelos passes longos, por esticar a bola com precisão de uma ponta a outra, sem deixar de deslocar-se por todo o gramado, com a bravura de sua figura diminuta rendendo comparações à luta de Davi e Golias; já o árbitro Armando Marques o compararia a Didi. A outra camisa que Quarentinha vestiu foi a da seleção paraense, entre 1958 e 1971, sobretudo no Campeonato Brasileiro de Seleções Estaduais e em alguns amistosos.
Quarentinha também é o jogador que mais vezes disputou o clássico Re-Pa. Foram 135 partidas, entre 1956 e 1971, e doze gols marcados, sendo o 16º na artilharia do clássico futebolístico mais vezes realizado a nível mundial. Outra fonte para sua idolatria para a torcida do Paysandu está no fato de que durante os "anos Quarentinha" o clube, além de mais títulos, também passou a ter, provisoriamente, mais vitórias do que derrotas na rivalidade (essa vantagem está revertida desde meados da década de 1970), incluindo o maior tabu a favor do "Papão", os treze clássicos seguidamente invictos ao longo do ano de 1970. Considera-se que a "Era Quarentinha" foi a responsável por fazer a torcida do Paysandu, que seria significantemente inferior anteriormente, crescer de modo a se equiparar à do Remo. Segue no clube atualmente, como um dos "beneméritos atletas" do Conselho Deliberativo do Paysandu.

## Trajetória

### Inícios, em meio a outros Quarenta(inhas)

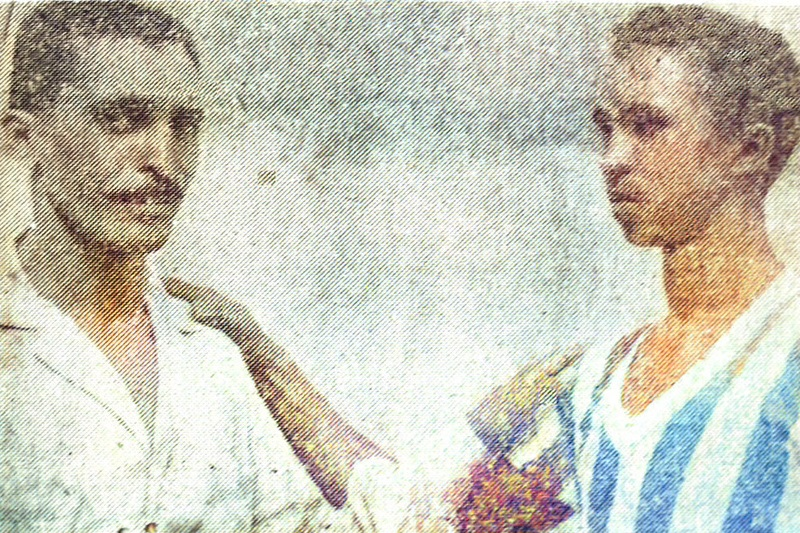
Quarenta e o primeiro Quarentinha, seu filho, no início da década de 1950. Enquanto o segundo Quarentinha jogava, costumava ser referido ainda como Quarenta também.

O apelido surgiu espontaneamente em jogos de rua e seria uma referência a Quarenta, cujo apelido por sua vez provinha de seu número de identificação como aluno interno do Instituto Lauro Sodré. Quarenta jogou curiosamente também por dezoito anos (de 1927 a 1945) e ainda é o terceiro maior artilheiro do Paysandu e terceiro maior artilheiro também do clássico Re-Pa. Durante a carreira, Paulo Benedito dos Santos Braga foi predominantemente chamado de Quarenta, com o diminutivo só prevalecendo posteriormente. E era justamente o Quarenta que jogou da década de 1920 à década de 1940 o futebolista com mais títulos no Paysandu e com mais títulos estaduais no Brasil antes de Quarentinha, tendo sido campeão paraense onze vezes.
"Foi um craque daqueles que enche a vista de qualquer um com o futebol que praticava", declarou Quarentinha sobre Quarenta, que passou rapidamente por Vasco da Gama e São Paulo e que também foi pai de outro Quarentinha, o mais famoso nacionalmente, por ter jogado na seleção brasileira e por ainda ser o maior artilheiro do Botafogo. Curiosamente, o velho Quarenta teve também um filho que jogou justamente nos rivais Remo e Tuna Luso: Walmir, inicialmente também apelidado com o número. À medida em que o homônimo do Paysandu se sobressaía mais, o remista, campeão estadual em 1964, passou a ser referido pela crônica esportiva como Walmir. Na Tuna, Walmir foi ainda artilheiro do campeonato em 1961 e em 1962. Eles chegaram a atuar juntos nas categorias de base do Paysandu, com Walmir sendo referido como "Quarentinha" e Paulo, como "Quarentinha II", em 1955.
Os Quarentinhas de Paysandu e Botafogo (de nome Waldir), por sua vez, também tiveram carreiras contemporâneas e o botafoguense, nascido um ano antes, também foi revelado no Paysandu (em 1951), mas deixou o Pará em 1953. Já o Quarentinha que permaneceria no Estado participava de uma equipe de rua chamada exatamente de Paysanduzinho, onde recebeu o apelido. Lá era centroavante e atuava com outro futuro ídolo bicolor, o atacante Carlos Alberto Urubu. Posteriormente, os jogadores do Paysanduzinho formaram o Águia Juvenil Clube; dentre os colegas de Quarentinha encontravam-se seu irmão Renato, também considerado habilidoso, mas pouco interessado em se comprometer profissionalmente com o futebol. A prática amadora não era bem recebida por forças policiais e de bombeiros, que não raramente encerravam à força as partidas na Praça Brasil até um dos jogadores vir a ser filho do então governador do Pará, Moura Carvalho.
Outras equipes menores que defendera foram o Olaria e o Dramático, todos das redondezas da Praça Brasil, próxima ao bairro onde sempre residiu, o Telégrafo; na época, o Dramático, com sede nas esquina das avenidas Dom Pedro I e Senador Lemos, jogava na segunda divisão estadual. Em 2024, aos 90 anos, Quarentinha detalhou sobre aquele princípio: "o Dramático treinava nas instalações do antigo Diário Oficial do Estado, onde hoje existe o Colégio Magalhães Barata, e íamos assistir aos treinos e éramos chamados para completar o quadro de aspirantes. Na semana de um jogo do Dramático, o jogador titular da meia-esquerda, o Coruja, sofreu uma distensão e ficou impossibilitado de jogar. Então, pediram, através do jogador Moura, que eu fosse inscrito para jogar no sábado, contra o Canudense, na Curuzu. Nesse jogo, saímos vencedores pelo placar de 4–2, onde fui o autor de dois gols. Os clubes que disputavam a Segunda Divisão eram o Dramático, Canudense, União, Guarani, da Cidade Velha, e outros que no momento não me recordo. Os jogos da Segunda Divisão eram disputados nos estádios do Remo e do Paysandu. Eram disputados às 16 horas aos sábados.
Contudo, jogar no antigo Paysanduzinho e torcer pelo Paysandu  não impediram que Quarentinha inicialmente tentasse jogar justamente no Remo, para onde levado pelo irmão Renato - detalhando, também em 2024, que este irmão atuava como juvenil do Paulista, então um clube da primeira divisão paraense; Armando Moura, presidente do Paulista e também empregador de Renato em um escritório, era igualmente sócio remista, propiciando assim o convite, pelo qual Quarentinha foi inscrito no Remo como profissional. Porém, após um mês de testes, Quarentinha foi ignorado em função da figura muito diminuta: tinha 1 metro e 58 centímetros, pesava 50 quilogramas e calçava chuteiras de número 35. Em 8 de abril de 1955, deixou o Remo e, após encontro ocasional com um vizinho apelidado de Carnaval (José Jesuíno Delgado) e que trabalhava como massagista no Paysandu, mencionando-se a negativa remista, recebeu imediato e insistente convite para testes entre os bicolores.
Embora inicialmente desiludido em tentar a carreira em clubes grandes, Quarentinha não tardou em ser aprovado na Curuzu após um treino preparatório do elenco para jogo contra o Bangu. "Pelo treino que fez, Quarentinha é uma promessa para o futebol paraense", publicou o jornal A Vanguarda em 21 de abril. Quanto a seu período no Baenão, recordou em 2024 que "passei um mês, indo e vindo, levando minha chuteira embaixo do braço. Trocava de roupa e ficava esperando ser chamado para treinar, até que resolvi, depois de dez minutos que me foi dado no treinamento, não mais comparecer ali. (...) Quando eu ia entrando no vestiário do Paysandu, após esse primeiro treino, o Sr. Blanco Carril estava na porta e virou-se para mim e indagou: 'garoto, em qual clube você jogava?'. Eu respondi a ele que estava inscrito pelo Dramático. Aí, ele abriu uma pasta e tirou uns papéis, onde o Paysandu pedia a minha inscrição, papéis estes os quais eu assinei. Era um sábado, 9 de abril de 1955.
O jogador logo teve providenciada a transferência de seu registro, vindo a estrear no time principal em 29 de junho daquele mesmo ano, em um 3–0 amistoso em clássico com a Tuna Luso. Sua atuação não foi considerada satisfatória pela imprensa e a baixa estatura para um centroavante o fez ser deslocado para a armação de jogadas. Ainda em 1955, houve um Quarentinha campeão do Estadual juvenil, mas tratava-se de outra pessoa: o ponta-esquerda Ércio. Assim como Walmir, Ércio, promovido ao time principal bicolor em 1959, também passou a ser conhecido pelo nome em função do apelidado estar consolidado em Paulo Braga. Ércio também faria carreira de sucesso no Paysandu, defendendo-o por dez anos, sendo lembrado especialmente por marcar o primeiro gol da famosa vitória sobre o Peñarol em 1965. Seria campeão também na Tuna Luso, em 1970. Ércio inclusive declararia sobre Quarentinha, em 2012, que o colega "tinha uma visão de jogo privilegiada, se cuidava muito fisicamente e tinha uma técnica apurada. Para mim, ele foi e ainda é o maior meia-esquerda não apenas do Paysandu, mas de toda a história do futebol paraense. E, além de tudo, ainda marcava muitos gols, mesmo não sendo um atacante nato, como eu era. Ele marcava até 10 gols em um campeonato, média de um artilheiro do Parazão nos dias de hoje".
No futebol adulto, a Tuna acabaria por ser a campeã paraense de 1955, invicta, desfecho que poderia ter sido diferente: para o jogo decisivo contra o Paysandu, Quarentinha, ainda não consolidado, ficou de sobreaviso caso o titular, Laxinha, fosse considerado sem condições físicas de atuar. Laxinha foi avaliado como apto, mas precisou retirar-se com vinte minutos de jogo, em tempos em que substituições não eram permitidas. O Paysandu acabou derrotado por 4–0 por uma equipe melhor, mas que teve a facilidade de enfrentar dez jogadores e não onze. Em 1956, Quarentinha, ainda semi-integrado ao time principal, foi campeão estadual - inicialmente na categoria de aspirantes.

### Despontando: os três primeiros títulos

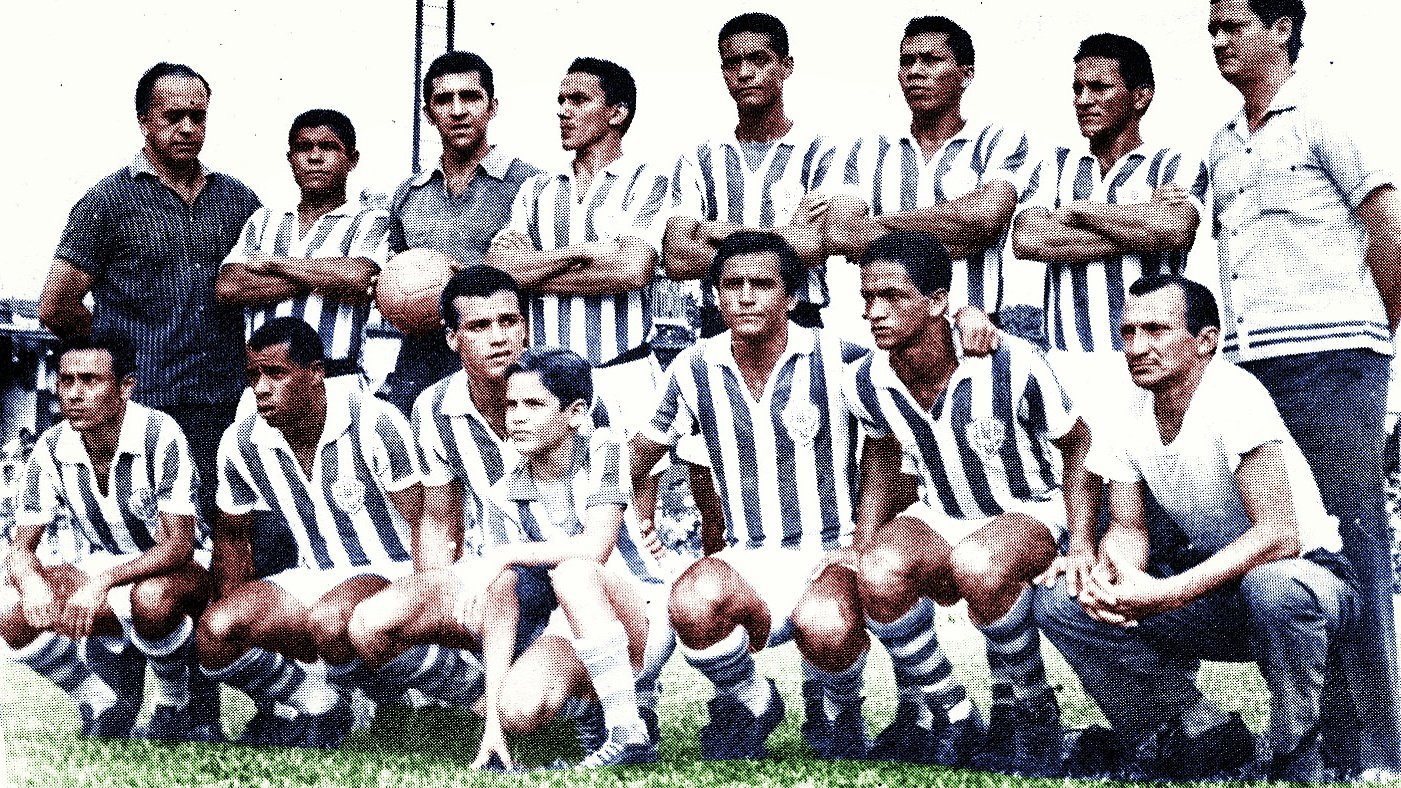
O Paysandu campeão de 1966. Quarentinha é o primeiro agachado e o último é o massagista Carnaval, quem havia lhe convencido a vir ao clube. Os demais são, em pé, técnico Juan Álvarez, Valtinho, Edmar, Abel, Oberdan, João Tavares, Paulinho e médico Rodolfo Tourinho; agachados, entre Quarentinha e Carnaval, estão Bené, Robilotta, Tito e Garcia.

Quarentinha começou a ter mais oportunidades no time principal a partir de 1956, firmando-se na meia-esquerda após a saída de outro ídolo do Paysandu, Guimarães, antigo remanescente do celebrado 7–0 em clássico com o Remo em 1945, ainda a maior goleada da rivalidade. Já naquele ano de 1956, Quarentinha foi, pela primeira vez, campeão estadual, inclusive marcando o gol do título, o único em mais um clássico Re-Pa. Foi em chute longo, de fora da área. Além da vitória de 1–0 na segunda final, o clube venceu o rival na primeira decisão por 3–2, com Quarentinha também marcando, além de Cacetão. Em 2014, declarou considerar aqueles primeiros Re-Pas os mais importantes que jogou:
| “ | Em 1956, era ainda um garoto e fazia nove anos que o Paysandu não ganhava um título. Eu entrei nos dois jogos finais contra o Remo e marquei gols nas duas partidas. O sentimento era de aproveitar a oportunidade. Tinha 47 quilos e era um sonho, mas tinha que dar meu jeito de compensar isso. Já tinha jogado contra a Tuna, um amistoso, na despedida do Guimarães. Eu entrei no segundo tempo e tive uma atuação não muito convincente, mas ganhei experiência. Até os jornais disseram que eu estava 'meio verde' ainda. Veio o amadurecimento e no Re-Pa eu provei que poderia seguir no time. | ” |

Por essa conquista do estadual de 1956 encerrar um longo jejum do Paysandu, o craque, em 2015, declararia que aquele primeiro título foi também o mais importante da carreira. Foi eleito também a revelação do torneio, em meio a uma campanha que passou por pequenas turbulências, com a demissão do técnico Arlindo Dourado após a nona rodada: o jogador Natividade estava insatisfeito em ser escalado na defesa ou na linha média, pleiteando um lugar no ataque, acabando então por liderar um motim contra o treinador. Dourado foi demitido, mas em seu lugar, de forma inédita, assumiu o diretor de futebol do clube, Arnaldo Moraes Filho. Sentindo suposta falta de disciplina nos atletas em função de rotineiros atrasos e ausências nos treinamentos, o sucessor impôs rigidez. Foi justamente Moraes Filho quem passou a dar oportunidades a Quarentinha. Foi o fim de um ano festivo: além do título profissional e de aspirantes, o Paysandu também foi campeão também na categoria juvenil.
O impulso da carreira, por outro lado, também o fez precisar abrir mão de estudos e da intenção de cursar engenharia; o próprio Arnaldo Moraes Filho, secretário de Interior e Justiça no governo de Magalhães Barata, providenciou-lhe trabalho na Secretaria de Segurança Pública - nomeando-lhe para cargo de identificador datiliscopista da Polícia Militar do Estado do Pará. Quarentinha detalharia todos esses pormenores em 2024, referindo-se aos já falecidos Arnaldo e Carnaval como as duas pessoas que mais mereciam especiais agradecimentos dele. Sobre a evasão escolar, declarou:
| “ | Tenho os quatro anos do ginásio, concluído no Ginásio Abraham Levy, onde também cursei até a primeira série do científico, pois tive que parar com os estudos, porque precisava dar suporte a meus pais, já que meus irmãos haviam casado e eu fiquei com eles (...). Os treinamentos coletivos realizados no Paysandu terminavam tarde. Eu chegava em casa e só tinha tempo de trocar de roupa e seguir para o colégio, de onde retornava entre 22 e 23 horas, devido à distância do colégio para casa. Os treinamentos eram realizados às 5 horas da manhã, sendo que às 4 horas eu já estava acordado para seguir à Curuzu e dali seguir diretamente para o expediente na repartição pública. Para tanto, ficou muito cansativo para mim. Por isso, ocorreu a minha desistência dos estudos, mas não me arrependo. | ” |

Logo depois daquela primeira conquista, o contrato de Quarentinha recebeu cláusula aditiva pela qual "o passe do citado atleta é inegociável", algo que inviabilizou uma primeira oferta de contratação - pelo Moto Club. Em 1957, foi novamente campeão e, dessa vez, eleito o jogador do ano, marcado também por uma vitória de 3–0, no estádio da Tuna Luso, sobre o Cerro Porteño, que possuía seis jogadores da seleção paraguaia e passara invicto contra os rivais bicolores Tuna (1–1) e Remo (2–1). Um dos paraguaios derrotados pelo elenco apelidado de "Demolidor de Cartazes" foi Cayetano Ré, que seria artilheiro do campeonato espanhol pelo Barcelona.
O título estadual de 1957, por sua vez, veio de forma especial: o Paysandu venceu dois clássicos finais com o Remo, por 2–1 (com Quarentinha marcando em partida na qual sofreu violento chute em sua rótula desferido pelo zagueiro adversário Ribeiro ) e 1–0, mas ainda assim perderia o título se fosse derrotado no terceiro, o que acontecia por 3–2 até os instantes finais, quando houve o empate. Quarentinha jogou até o fim essa partida, realizada já em 16 de março de 1958, mesmo tendo fraturado uma clavícula. Foi sua primeira lesão séria no futebol. Eleito o "craque do ano" por 1957, na década de 1970, revelou uma situação mais pitoresca ocorrida nas vésperas do duelo decisivo:
| “ | Na semana decisiva do Campeonato de 1957, íamos para a concentração, juntamente com outros companheiros, e era cerca de 22 horas. Na esquina da Dr. Moraes com a Conselheiro, uma galinha, aguardente, charuto e dinheiro constituíam um despacho. O jogador Meia-Noite, que estava conosco, apanhou o despacho e o levou para a concentração. Lá, Meia-Noite, com a fome que Deus lhe deu, saboreou a galinha, bebu um trago da aguardente e fumou um charuto e começou a dar baforadas, da porta da casa à cozinha, dizendo que era para afastar os maus espíritos. O resto da aguardente foi guardado para se comemorar o campeonato no domingo, o que, de fato, ocorreu. Até hoje, (...) está vivinho da silva e gozando saúde lá na Pérola do Tapajós. | ” |

Além do título válido pelo campeonato de 1957, o ano de 1958, cujo campeonato próprio terminou vencido pela Tuna, rendeu a Quarentinha também a primeira convocação à seleção paraense. Foi em 15 de janeiro, na primeira vez em que uma equipe do Pará jogou no estádio do Maracanã, em derrota amistosa de 4–0 para o Fluminense; três dias antes, Quarentinha, ainda que derrotado por 2–1 fora considerado o melhor jogador em campo em outro duelo contra o Fluminense, em Belém, pelo Paysandu. China, ídolo principal da Tuna, fora campeão e também o artilheiro do estadual de 1958, mas Quarentinha é quem, tal como em 1957, terminou novamente eleito o melhor jogador do ano no futebol paraense.
O título voltou ao Paysandu em 1959, não sem percalços: Quarentinha foi expulso em um 0–0 no Re-Pa, em clássico, no fim de outubro, que rendeu a conquista do segundo turno, reagindo a xingamentos e puxões de camisa da torcida adversária quando cobrava arremessos laterais. Foi algo raro: Quarentinha foi expulso somente seis vezes em mais de setecentos jogos. O campeonato só foi retomado já em fevereiro de 1960; nesse intervalo, os clubes cederam jogadores à seleção paraense para o Campeonato Brasileiro de Seleções Estaduais. O Pará conseguiu o título simbólico de campeão do norte, mas sem poder contar até o fim com Quarentinha, que fraturou o perônio direito em duelo com o adversário Moésio, em amistoso em dezembro com a seleção cearense em paralelo ao campeonato. Justamente nesta partida, marcou seu único gol pelo Pará, em dez jogos.
Em março de 1960, já recuperado da sua segunda lesão séria, voltando a disputar o campeonato paraense ainda válido por 1959 e fazendo-se presente nos três clássicos extras com o Remo. O desenlace ocorreu de forma bastante similar ao ocorrido no torneio de 1957: o rival era campeão com vitória parcial de 3–2 e sua torcida já comemorava, mas o título ficou com os alvicelestes graças a um gol nos últimos segundos, de Ércio. Foi uma vingança pessoal de Quarentinha: no segundo jogo da série, vencido por 3–1, ele precisou sair novamente carregado, diretamente ao Pronto Socorro Municipal, após entrada violenta do rival Socó. Essa conquista teve ainda outro sabor adicional, o de igualar Paysandu e Remo como maiores campeões estaduais, com ambos tendo 19 taças. A ocorrência de vitórias e títulos conseguidos nos minutos finais foi frequente na chamada "Era Quarentinha", líder de elencos que costumavam crer em reverter até o minuto final placares adversos. Nos anos seguintes, isto viraria verso "quando perde é por descuido, mas depois vem a virada" de popular marchinha que virou hino extra-oficial do Paysandu.

### O primeiro tricampeonato

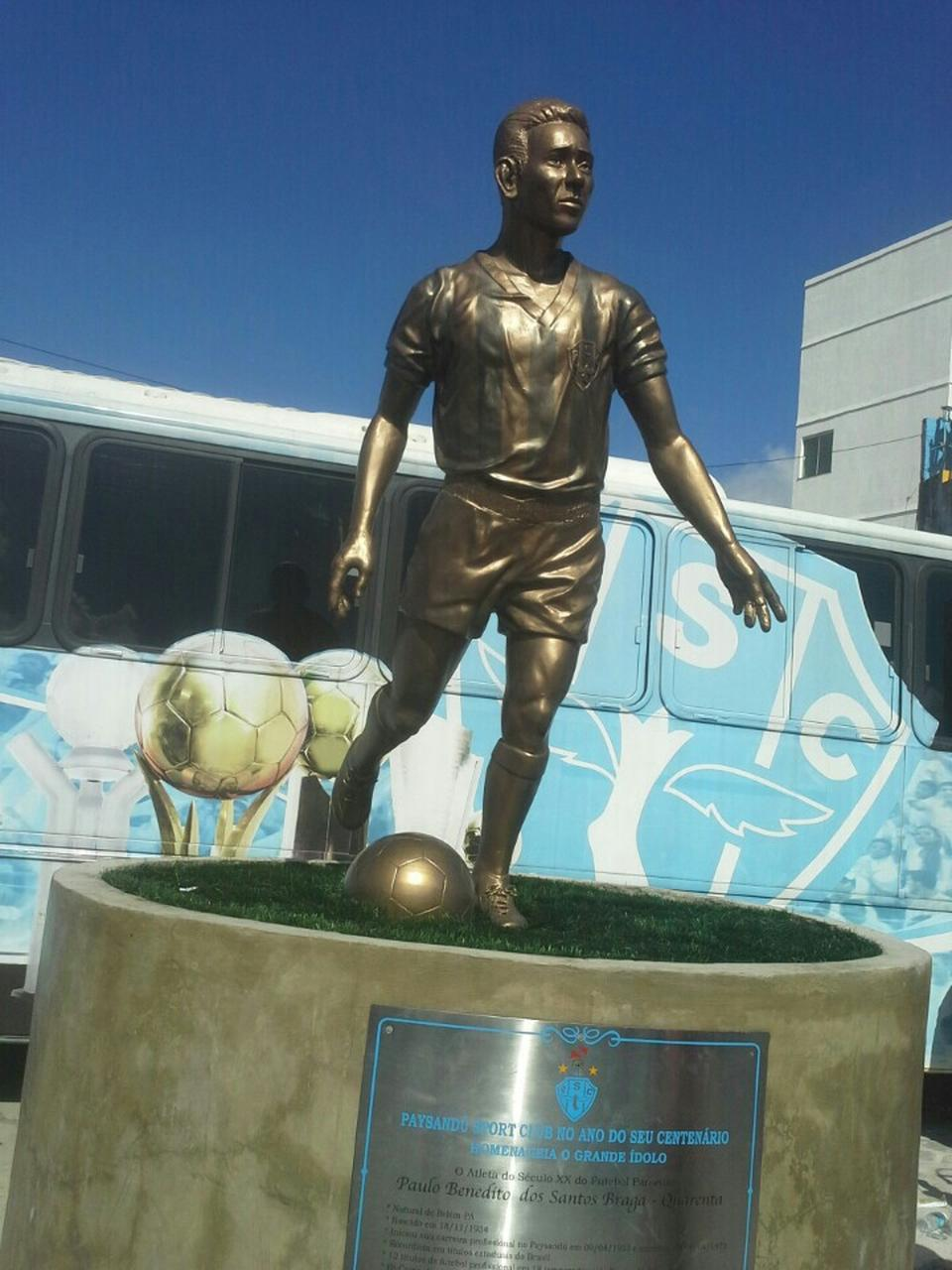
Estátua de Quarentinha no estádio da Curuzu, do Paysandu. A placa informa seu recorde nacional de títulos estaduais.

O Remo, inicialmente, retomou a vantagem de maior campeão estadual isolado, ganhando o título válido propriamente pelo ano de 1960. E o Paysandu de Quarentinha imediatamente voltou a se igualar, em 1961. Naquele ano, o árbitro Armando Marques, sobre Quarentinha, proclamou que "é um meia que poderia figurar nos melhores times do Brasil. Em vária jogadas, lembra Didi".
O torneio de 1961 foi outro certame só encerrado na realidade no ano seguinte, já em abril de 1962. Novamente, Quarentinha precisou superar uma fratura, em janeiro de 1962, em disputa com Antoninho em clássico com a Tuna encerrado em 1–1. Foi sua terceira e última fratura na carreira. Voltou a jogar em março, na partida que rendeu o título de campeão do segundo turno, forçando final com o Remo. O Paysandu, que não havia começado bem o certame, reagiu após a contratação do célebre técnico Gentil Cardoso. Quarentinha esteve nos três jogos que se fizeram necessários, todos no campo neutro da Tuna: os dois primeiros foram empatados em 2–2 e em 0–0, com o título indo para os bicolores após um triunfo de 1–0. Em sinal de reconhecimento, um dos diretores remistas, Jorge Age, cumprimentou-lhe sorridentemente ao fim do jogo do título.
O título estadual de 1962, com Gentil Cardoso sendo mantido na maior parte do campeonato, veio de forma mais fácil nos gramados, ainda que crises institucionais fizessem o técnico não permanecer até o fim da campanha. Quarentinha creditaria a esse treinador, preocupado até com higiene no espaço de banho (requisitando calçados para prevenir micoses em seus novos jogadores), muito do sucesso contínuo do clube:
| “ | Gentil Cardoso foi o primeiro técnico a se preocupar com o jogador de futebol, para que tivesse os conhecimentos básicos da atividade que praticava, defendendo a esquematização do futebol. Em um quadro negro, Gentil organizaga o programa de atividade a ser executado. Nos treinamentos, havia disciplina e os atletas seguiam o técnico em formação de coluna por dois. Depois, quem tomava conta era o guia, no caso, o preparador físico. A educação física, dizia Gentil Cardoso naquela época, não era levado a sério nas escolas (...). Só quem atingia etapa mais avançada na educação física era o jogador de futebol quando adotava o profissionalismo e, em outros centros mais adiantados, quem se dedicava à prática do esporte amador. (...) Para Gentil CArdoso, os exercícios físicos de força feitos de maneira inadequada, desordenada, eram prejudiciais à flexibilidade do jogador, quando não orientado por pessoas especializadas. Entenedia que o mal do jogador brasileiro é que era treinado, mas não educado para a prática do futebol (...) Jogadores deveriam ser preparados para a popularidade que o futebol propicia, inclusive mediante cursos de relações humanas, que viria beneficiar o bom nome dos clubes, exigindo-se boa apresentação, bom relacionamento com o público e com a imprensa, principalmente. Gentil advertia que o jogador de futebol tem carreira invejada por grande maioria dos torcedores (...). Muitos torcedores gostariam de estar ali nos gramados e a prática de peladas significa a compensação de craques frustrados. Por essa razão, o jogador deve ser sempre cordial para com o público e com a imprensa, sabendo aquilatar as críticas e os aplausos (...) Ele foi um profundo conhecedor do esporte e das multidões e a quem o Brasil muito deve. Foi campeão em quase todos os Estados do país. Formou uma escola, da qual tive a honra de pertencer". | ” |

O sabor especial da conquista aos torcedores bicolores residiu no fato de ela fazer os alvicelestes ultrapassarem o Remo. Na ocasião, eram 20 conquistas remistas e 21 do Paysandu. Em público, Gentil criticava seus jogadores quando estes se propunham a fazer malabarismos, algo que ele secretamente autorizava através de uma toalha no rosto como senha - para então, privadamente, parabenizar os olés praticados. O técnico pôde ser em 1962 campeão do primeiro turno, mas acabou dispensado no desfecho do segundo turno, vencido em 25 de novembro pela Tuna. Para os dois jogos finais, Arlindo Louchards, o preparador físico da comissão de Gentil, dirigiu as duas vitórias do "Papão" nos clássicos com os cruzmaltinos, em 23 e em 30 de dezembro. Também em dezembro de 1962, Quarentinha jogou algumas das últimas vezes pela seleção paraense. Foi no Campeonato Brasileiro de Seleções Estaduais. A seleção, após aquele ano, só seria retomada em 1971.
Em 1963, inicialmente treinado pelo húngaro János Tratay no primeiro turno do campeonato paraense daquele ano, Quarentinha e o Paysandu obtiveram, já sob o comando técnico de Carlindo "Caim" Sampaio, um tricampeonato estadual com a única turbulência ocorrendo em uma goleada sofrida de 7–1 para a Tuna - com Quarentinha fazendo o gol do desconto. Nas demais partidas, ele sobressaiu-se como armador para as conclusões dos artilheiros Carlos Alberto Urubu e Vila. Naquele ano, Quarentinha voltou a participar também do campeonato estadual de aspirantes e foi igualmente campeão.
O ano de 1964 rendeu, em 21 de junho, o curioso confronto dos Quarentinhas, em amistoso contra o Botafogo onde jogava o centroavante paraense de mesmo apelido, cuja biografia O Artilheiro que não sorria menciona o encontro como "inusitado". Os cariocas, com dois gols do seu paraense, venceram por 5–0. Posteriormente, o craque do Paysandu precisou submeter-se a uma operação, ficando afastado dos jogos por quase toda a temporada - foi em sua ausência que o clube promoveu a entrada do jovem Beto no time adulto, improvisado como meia-armador embora fosse volante defensivo. O Remo, naquele ano, acabou por voltar a ganhar o título estadual.

### O segundo tricampeonato

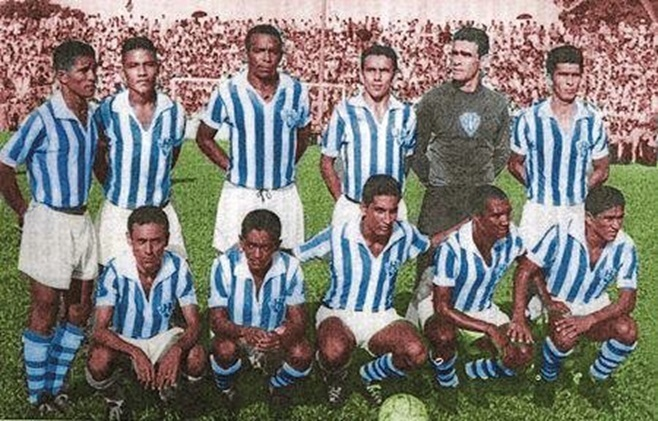
O Paysandu na tarde da vitória sobre o Peñarol: Oliveira, Beto, Jota Alves, Abel, Castilho e Carlinhos; Quarentinha, Pau Preto, Edson Piola, Milton Dias e Ércio.

Em 1965, além de um título estadual fácil (Quarentinha marcou no 4–1 sobre o clube Júlio César, na partida que assegurou por antecipação a conquista; também marcou o gol do título do primeiro turno, o único em em um Re-Pa na casa adversária), com dez vitórias em doze jogos garantido em uma data festiva em 22 de novembro no qual o Paysandu conseguiu também títulos estaduais nas categorias juvenil e aspirante, outros momentos destacados ocorreram. O clube contratou um treinador que seria exitoso, o uruguaio Juan Álvarez, e o renomado goleiro Castilho, participante de quatro Copas do Mundo e vencedor de duas. E, com Quarentinha presente, ganhou o título invicto em torneio internacional que reuniu Fast, Fortaleza e Transvaal.
Mais marcante ainda foi a vitória por 3–0 sobre o Peñarol, equipe das mais poderosas mundialmente na época, e que mantinha uma invencibilidade de treze partidas, com recentes vitórias contra brasileiros naquele ano sobre Santos (3–2, após derrota de 5–4, e 2–1, todos pela Taça Libertadores da América de 1965) e Fluminense (3–1 em amistoso no Maracanã). Com isso, muitos paraenses, descrentes em um bom resultado, haviam preferido como lazer em julho estarem em balneários. Sessenta anos depois, um nonagenário Quarentinha seguia festejando; procurado em 2025 para um documentário sobre a partida, enfatizou que "sempre digo isso: historiadores são vários, mas personagens da história são poucos. Nós somos personagens dessa história, em defesa do Paysandu, essa grandeza do clube. Temos a honra de ter feito parte desta história e levar o nome do Paysandu para o mundo".
A vitória sobre os uruguaios rendeu na época crônica de Nelson Rodrigues no jornal O Globo. Três dias mais tarde, Quarentinha figurou em novo bom resultado contra os uruguaios, que só aos 42 minutos do segundo tempo conseguiram empatar em 1-1 contra um combinado entre Paysandu e Tuna.
O título estadual de 1966 teve o sabor extra de ocorrer no ano em que se celebravam os 350 anos da cidade de Belém, o que motivou também um torneio municipal, igualmente vencido por Quarentinha e o Paysandu, de forma invicta. O Estadual também veio de forma invicta. Bené e Robilotta formavam a dupla ofensiva, mas foi de Quarentinha o primeiro gol no jogo final contra o Remo, vencido por 3–1. Ele também esteve em outra vitória no Re-Pa, um 2–0 em amistoso na casa adversária assegurado a despeito disso e do rival, que celebrava 60º aniversário, contar especialmente para a ocasião com o celebrado Nilton Santos.
Em 1967, o clube excursionou de forma invicta pelas Guianas e pelo Caribe, chegando a ganhar duas vezes da seleção de Trinidad e Tobago (2–1 e 1–0). E conquistou novo título estadual de forma das mais lembradas, após seis Re-Pas seguidos em um espaço de 26 dias: o segundo turno terminou empatado entre os dois rivais, forçando jogo-extras. O primeiro terminou empatado e o segundo foi vencido pelo Remo. Como os alvicelestes haviam vencido o primeiro turno, fez-se necessário mais jogos. Os dois primeiros terminaram empatados, com a vitória bicolor por 2–0 no terceiro enfim finalizando o campeonato.
O tricampeonato acumulou ao todo 36 vitórias do Paysandu em 47 jogos, com apenas três derrotas. O disputadíssimo torneio de 1967 também foi disputado em contratações de treinadores: o ex-goleiro Castilho agora treinava o ex-clube enquanto o Remo era treinado por outro ex-craque, Zizinho. Aquele foi precisamente o ano que mais teve Re-Pas, dezessete, em média um a cada vinte dias. E Quarentinha terminou o ano eleito como "o craque mais querido do futebol paraense". Foi também uma temporada em que, considerando-se amistosos, o clube somou 140 gols.

### Os três últimos títulos e a aposentadoria

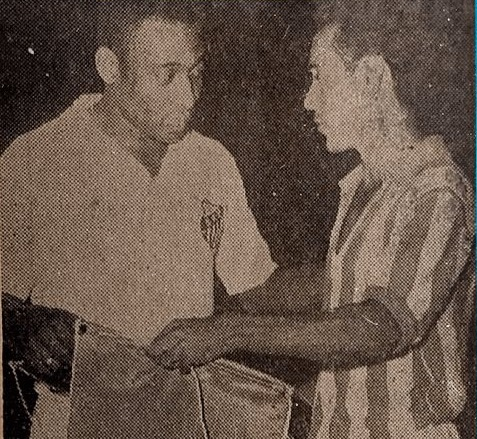
Em 1968, com Pelé, antes de amistoso do Paysandu contra o Santos.

Em 1968, o tetracampeonato estadual não veio, em função de um gol sofrido nos cinco minutos finais no Re-Pa decisivo, empatado em 2–2. O Paysandu assegurava o título após virar a partida e vencer por 2–1, até uma jogada irregular originar o gol de empate, favorável ao rival. O goleiro alviazul, ao cobrar uma falta, passou a bola ao zagueiro Abel. O oponente Amoroso interceptou a jogada e na sequência marcou o gol, que deveria ser anulado por impedimento conforme as regras da época - o juiz, porém, estava de costas no momento. Abel havia defendido por dez anos o Remo e vinha de família azulina, o que não o impediu de protestar: "o lance foi irregular, pois o jogador adversário tinha que estar a uma distância de nove metros. O bandeirinha, Theodorico Rodrigues, remista que só ele, viu tudo, mas não falou nada para o árbitro".
Quarentinha, que pensava já em parar de jogar em 1968, reagiu: "eu, que comecei como campeão, não poderia encerrar como vice. Vou recuperar o título para o Paysandu e depois me despedir do campo". O ponto alto de 1968 terminou sendo a tarde em que Quarentinha e o Paysandu destacaram-se pela vitória de 1–0, no estádio da Curuzu, sobre a seleção romena, uma das mais fortes da Europa na época e que se classificaria à Copa do Mundo FIFA de 1970. Outro momento destacado foi duelo contra o Santos de Pelé, no qual o "Papão"  terminou o primeiro tempo vencendo por 1–0 (gol de Ércio), saindo aplaudido mesmo sofrendo no segundo tempo a virada para honroso 3–1 (Pepe, Lima e Pelé).
Novo título estadual veio em 1969, com o meia-esquerda, mesmo com dois meses inativo para recuperar-se de fratura ocorrida em 14 de janeiro em clássico com a Tuna, municiando um ataque que marcou 126 gols em 17 jogos - em especial, os do artilheiro Bené.
Em 1970, o campeonato daquele ano alongou-se para o ano de 1971 e terminou vencido pela Tuna, a sofrer na "Era Quarentinha" um jejum de doze anos, em contraste ao fato de ter sido campeã oito vezes entre 1937 e 1958. Em contrapartida, ao longo de 1970 o Paysandu estabeleceu a maior quantidade de clássicos seguidos sem derrotas para o Remo: foram treze Re-Pas invictos, entre 29 de janeiro e 9 de dezembro. A sequência incluiu um W.O. em 23 de em julho de 1970 (ocasião em que foi disputado apenas o primeiro tempo, com o presidente remista ordenando a retirada de seus jogadores ao inteirar-se em viagem de Salinópolis a Belém que o jogo seria arbitrado por um juiz vetado pelo clube) e um 4–1 em 9 de dezembro. Quarentinha esteve em nove jogos desta série, incluindo nestes dois clássicos em especial.
Ainda em 1971, concluiu-se o campeonato próprio daquele ano. Quarentinha, ainda titular, esteve em uma conquista bastante celebrada: em final apitada por Arnaldo Cézar Coelho, o título veio com vitória de virada por 3–2 na prorrogação contra o arquirrival Remo, que vencia por 2–0 em plena Curuzu, em outubro. A rivalidade jamais teve outra virada parecida, tendo Quarentinha recebido a faixa de campeão do próprio governador do Pará, Fernando Guilhon. A conquista de 1971 foi também recompensa a um elenco que suportou uma das mais sérias crises institucionais do Paysandu, com atrasos salariais que duravam entre quatro a seis meses. E foi um dos últimos Re-Pas do craque: o último ocorreu ainda naquele ano, em dezembro, em amistoso em 0–0 no estádio rival. Em 2024, classificou aquela virada, mesmo sem maior protagonismo, como seu clássico preferido dentre os 135 em que participou: "foi especial. Eu, inclusive, estava na minha decadência física. Tivemos uma final que foi para a prorrogação. Eu saí no segundo tempo e entrou um garoto do juvenil. Vi do banco o Paysandu virar o resultado de 2–0 para 3–2. Claro que vivi clássicos e vitórias importantes, mas essa ficou marcada".
Ainda em 1971, receberia um diploma de "honra ao mérito" outorgado pela Câmara Municipal de Belém. Em 1972, já veterano e lesionado, o ídolo atuou apenas três vezes no Estadual daquele ano, todas no mês de maio, contra equipes menores e saindo do banco. Foi em um certame finalizado em setembro. Sua participação foi o suficiente para acumular mais um título de forma especial: foi no ano do sesquicentenário da Independência do Brasil, com a necessidade de um Supercampeonato: o campeonato regular terminou empatado entre Paysandu, Tuna e Remo, forçando um turno extra.
No ano de 1973, o Paysandu jogaria pela primeira vez a fase moderna, inaugurada em 1971, do Campeonato Brasileiro de Futebol, a partir de agosto. Porém, o ídolo já não estaria presente; seu jogo de despedida, um 0–0, ocorreu em 8 de abril de 1973, data que escolhera, com o reconhecimento dos dois adversários: foi em amistoso contra a Tuna Luso realizado no estádio do Remo. Jogou os 45 minutos iniciais, retirando então a camisa e as chuteiras  para receber diversas homenagens e dar uma volta olímpica com familiares e admiradores, fotografando-se tanto com os colegas como também, em separado, com os adversários tunantes. Toda a renda bicolor da partida foi destinada ao ídolo, que emocionou-se em especial ao ser abraçado pelo primeiro treinador que teve no time adulto, Rafael Bría. "Futebol paraense vai ficar sem seu mestre" foi uma das reportagens pós-jogo publicadas na época pelo jornal local O Liberal.
Na ocasião, declarou ao mesmo jornal: "estou muito sensibilizado e agradeço a todos aqueles que hoje aqui vieram para assinalar a minha despedida oficial do futebol. Creio que é chegado o momento de dar lugar a outros, mais jovens a talentosos. A idade, por muito que a gente queira, não perdoa e as forças vão faltando. E talvez ainda pudesse jogar pelo menos esta temporada, mas quero abandonar o futebol de cabeça levantada e se possível para deixar saudade, embora o que me preocupa seja deixar no futebol paraense um nome limpo e imaculado, de que minha família possa se orgulhar. Não levo ressentimentos nem mágoa de ninguém e acredito que quem mais saudades vai sentir serei eu mesmo. Mas, agora, passei a ser mais um entre o público a viver as emoções do nosso futebol e a torcer pelo meu clube, o Paysandu. Não saio rico do futebol, nem essa foi a minha ambição, mas talvez pudesse ter conseguido mais, ou uma melhor situação. De qualquer maneira, dou-me por satisfeito com o que alcancei".

## Legado

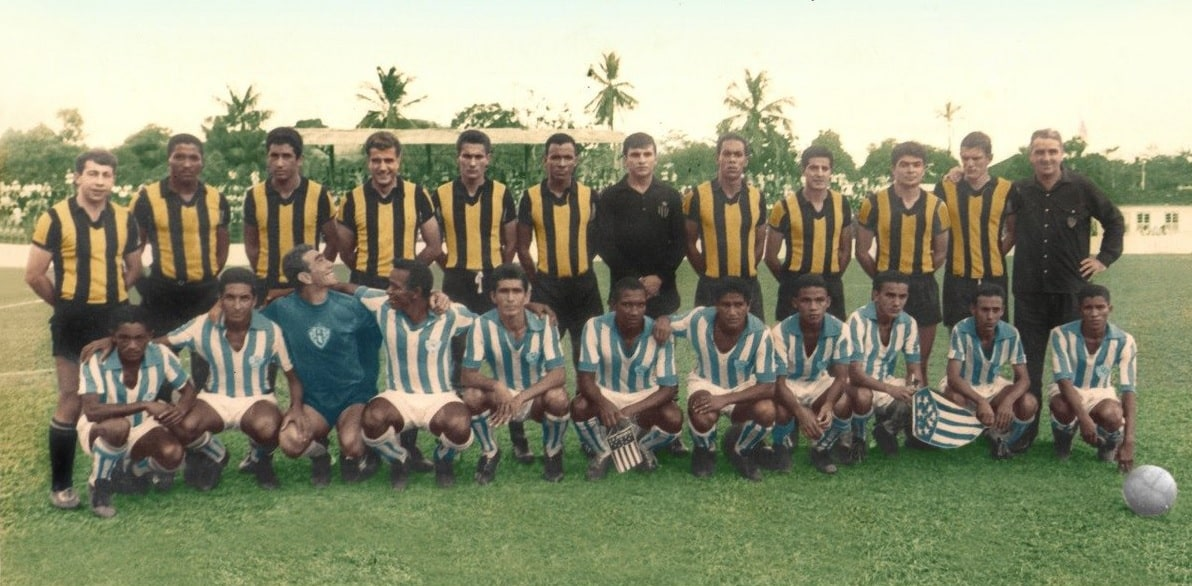
O Paysandu posando juntamente com o Peñarol. Quarentinha é o penúltimo agachado, à frente de Pablo Forlán.

Quarentinha, que não era notabilizado como um goleador e sim pela armação de jogadas, segue como 12º maior artilheiro do Paysandu. Foram 86 gols. Chegou a ser o oitavo maior, sendo depois superado por Cabinho, atual quinto maior, com 127 gols na década de 1980; Zé Augusto, atual sétimo maior, com 118 gols da década de 1990 à de 2010; Edil Highlander, atual décimo maior, com 95 gols da década de 1980 à de 2000; e Robgol, atual 11º maior, com 91 gols na década de 2000; todos estes tiveram passagem posterior pelo time.
As jogadas do meia também contribuíram substancialmente para outros jogadores ficarem à sua frente na lista, em especial nos casos de Bené (o recordista, com 249 gols) e Carlos Alberto Urubu (atual quinto maior, com 130). Outros contemporâneos que puderam ficar à frente são os atuais oitavo e nono maiores goleadores do clube, respectivamente Ércio (104 gols) e Vila (100).
Sem a concorrência de Quarentinha, o Remo voltaria a conseguir títulos seguidos pela primeira vez desde 1954, logrando um tricampeonato entre 1973 e 1975, período em que chegou a abrir 24 jogos seguidos de invencibilidade no Re-Pa, entre 17 de abril de 1973 e 10 de março de 1976. Anteriormente, o cenário era diverso: à altura do clássico 300, em 1964, o Remo tinha somente uma vitória a mais, com 107 triunfos. O Paysandu igualou-se no clássico 301, vencendo pela 107ª vez, no recordado segundo duelo da série de três válidas ainda pelo campeonato estadual de 1959, na qual o craque precisou sair de campo diretamente ao Pronto Socorro Municipal.
Em 1969, quando a rivalidade chegou ao 400º jogo, o Paysandu reunia 141 vitórias e o Remo, 139, ainda antes do tabu máximo de treze jogos a favor dos bicolores em 1970. A vantagem voltou a ser remista a partir de meados da década de 1970; no clássico de número 500, em 1979, o Remo reunia 174 vitórias e o Paysandu, 166. Permanece azulina na década de 2010. Quarentinha é apontado como o principal responsável por fazer a torcida do Paysandu crescer de modo a se equiparar à do Remo.

## Após parar de jogar
Quarentinha, em paralelo à carreira de jogador, trabalhava desde 1956 no serviço de identificação civil da Polícia Militar do Estado do Pará. Posteriormente, foi remanejado para o Serviço de Identificação da Secretaria de Segurança Pública, se aposentando por decreto em 1986 (pelos trinta anos de serviço) como perito policial em datiloscopia. Em tempos em que a profissão de jogador de futebol não era tão lucrativa, teve como único bem material adquirido por meio dela a casa onde reside.
A aposentadoria do futebol profissional não o afastou dos gramados, continuando a participar regularmente de campeonatos amadores por um time chamado Fuzuê, inclusive sendo já em 1973, por esta equipe, campeão do torneio paraense de várzea.  Também em 1973, jogou um tempo pela seleção paraense de novos e outro pela seleção amapaense, em duelo realizado em Macapá pelas duas, sendo homenageado pelas autoridades locais ao fim do jogo.
Entre 1973 e 1974 também trabalhou no Paysandu como auxiliar técnico, inicialmente de Miguel Cecim, e ocasionalmente como treinador principal. Em uma dessas ocasiões, substiutiu Cecim interinamente, por este não ser autorizado a deixar Belém para, perdendo dias de expediente que exercia como servidor público federal, dirigir o clube em Fortaleza pelo Brasileirão de 1974. Também o substituiu provisoriamente para compromisso contra o São Paulo em Belém enquanto Cecim se recuperava de uma febre.
Em 1975, o jornal paraense O Liberal escalou o que seria a seleção paraense dos sonhos. Dos eleitos, Quarentinha era o único que atuou nas décadas de 1960 e de 1970 - a equipe fora alinhada com Julio Véliz, Coelho, Evandro Almeida, Marituba e Sandoval; Pedro e Arleto; Teixeirinha, Quarentinha, Capi e Vevé.
Também em 1975, desencantado com discurso que julgava dissimulado dos dirigentes e temeroso de arriscar prestígio acumulado em dezoito anos de jogador, Quarentinha recusou, em um primeiro momento, nova oferta para treinador e até para ser auxiliar em novo ciclo de Juan Álvarez. Optou por treinar o ambiente sem pressão do clube recém-fundado do Tiradentes do Pará, mas em dezembro chegou a ter novo ciclo treinando o Paysandu - obtendo de modo invicto título amistoso em pentagonal com o Tiradentes do Piauí, Tuna Luso, Ceará e Nacional de Manaus, valendo a "Taça Ajax de Oliveira". Álvarez, porém, tornou a ser o treinador para o campeonato paraense de 1976.
Teve nova passagem como treinador do Paysandu no início de 1979 - contudo, embora assumisse o cargo em janeiro, à altura do estadual daquele ano, de repercussão nacional em função da aquisição de Dadá Maravilha, o clube já era comandado por Paulo Emílio.
Em 2001, em um júri formado pelo Diário do Pará por 21 cronistas esportivos paraenses com mais de 50 anos de idade, Quarentinha recebeu 16 votos para integrar a meia-esquerda da seleção paraense do século XX e dez votos para maior craque do mesmo século: Dico, Oliveira, Dutra, Socó e Cuca; Natividade, Quarentinha e China; Manoel Maria, Alcino e Neves, treinados por Miguel Cecim. Em 2010, foi eleito oficialmente pelo Paysandu tanto como seu maior craque "em todos os tempos" como também para o "time dos sonhos" do Papão, escalado com Castilho, Oliveira, Gilvandro, João Tavares e Paulo Tavares; Sandro Goiano e Quarentinha; Chico Spina, Bené, Robilotta e Ércio, treinados por Givanildo Oliveira.
Em 2013, sua imagem foi representada em uma série cards alusivos ao futebol paraense lançados pelo jornal Diário do Pará. No ano de 2014, o Paysandu homenageou Quarentinha com uma estátua no estádio do clube, que celebrava o centenário enquanto o craque completava 80 anos. Quarentinha tornou-se o primeiro futebolista paraense homenageado com uma estátua completa. E, em 2015, foi homenageado com uma linha de camisas do clube.
Em 2020, a Fox Sports promoveu sua própria eleição do "time dos sonhos" do Paysandu, com votantes que incluíram Zinho e Edmundo. A escalação foi Castilho, Yago Pikachu, Gino, Maurício e Paulo Tavares, Sandro Goiano, Quarentinha e Iarley, Bené, Robgol e Vandick.
Quarentinha segue no Paysandu atualmente, como um dos "beneméritos atletas" do Conselho Deliberativo do clube. Em 2024, na ocasião dos 90 anos do ídolo, foi-lhe preparada uma biografia - Quarentinha, craque eterno!, de autoria de Ferreira da Costa. À obra, a conter mensagens do governador do Pará (Helder Barbalho) e do prefeito de Belém (Edmilson Rodrigues), o ídolo também deu depoimentos da vida pessoal, explicando inclusive porque desestimulou a carreira esportiva de um filho que demonstrava habilidade:
| “ | Meu pai se chamava Francisco Namor Braga e minha mãe, Alzira Santos Braga. Meu pai foi um operário que educou três filhos: Maria José, Renato e Paulo Benedito dos Santos Braga. Nasci na Santa Casa da Misericórdia o Pará, às 11 horas do dia 18 de novembro de 1934. A minha família é toda de sangue cametaense e não da cidade onde nasci. Futebol em casa, somente para mim, pois é uma atividade muito desgastante e requer um sacrifício muito grande. Minha mulher se chamava Maria de Lourdes Silva Braga. Ela já é falecida. Os filhos são Paulo Francisco Silva Braga (já falecido), Paulo Marcelo Silva Braga, Magaly do Socorro Silva Braga, Francely da Conceição Silva Braga. Netos: Suellen, Cleyton, Érica, Rildo, Gisele, Fábio Raimundo, Fabiane, Paula Jéssica, Arícia, Sarah, Giulia, Francisco, Sant'Clair Douglas. Bisnetos: Kauê, Ednaldo, Maria Alice, Luna. | ” |

Por conta da realização da Supercopa Rei de 2025 no Mangueirão propiciar na vinda do Botafogo a Belém para a disputa de um título, a trajetória do outro Quarentinha, revelado pelo Paysandu e artilheiro máximo botafoguense, foi revisitada pela imprensa nacional. Ela acabou também redescobrindo como na cidade houve outro destacado jogador de mesmo apelido e ídolo principal do mesmo clube que formara o goleador alvinegro, coincidência que acaba por ofusca-lo localmente em comparação ao jogador doze vezes campeão paraense.

## Quarentinha e Alcino
O fim da carreira de Quarentinha coincidiu com o início, no futebol paraense, da trajetória de Alcino, considerado o maior ídolo do rival Clube do Remo. O ano de 1971, em que Alcino chegou ao futebol paraense, foi o único em que se enfrentaram, pois Quarentinha já não participou do clássico em 1972 e em 1973. Ambos duelaram nove vezes. Os confrontos foram equilibrados, com três vitórias para cada um e três empates. Alcino, que jogava em posição mais ofensiva, marcou mais vezes, mas Quarentinha terminou como campeão.
Alcino e Quarentinha também chegaram a jogar lado a lado. Oficialmente, foi uma única vez, pela seleção paraense, que em novembro de 1971 jogou pela primeira vez desde 1962. Foi em amistoso em 1–1 com o Porto, com Alcino marcando o gol do Pará sobre os portugueses. Foi o último jogo de Quarentinha pela seleção, para o qual ele, julgando-se sem condições físicas, precisara ser convencido a participar pelo treinador Isaac Pais - a enfatizar que Quarentinha teria sido o melhor em campo nos quinze minutos iniciais. Apesar da fama temperamental de Alcino, ambos construíram relação cordial. Quarentinha foi um dos entrevistados pela biografia de Alcino publicada em 2017, aparecendo em uma das fotos da seção-galeria do autor com outros entrevistados e doadores. A respeito do rival, declarou que Alcino era "criança grande, sem maldades no coração. Fora de campo, o Alcino era uma coisa e dentro era outra".
O autor do livro, sobrinho-bisneto do autor do hino do Remo, admitiu em 2016 que a inspiração para a obra foi o desejo de uma homenagem equiparável à feita pelo Paysandu em 2014 com a estátua de Quarentinha: "eu peguei essa ideia do (livro do) Alcino na Inglaterra, porque lá não importa se é o Manchester United ou um time da quinta divisão, os times têm uma estátua do melhor jogador, um livro sobre ele, valorizam essa história. Eu vi que aqui em Belém não valorizam tanto. Achei bacana que o Paysandu fez uma estátua do Quarentinha. Por que o Remo não pode ter o mesmo?". A biografia assume que Alcino só pôde começar a ter títulos estaduais após a aposentadoria de Quarentinha e outros veteranos remanescentes alviazuis da década de 1960.

## Declarações
Em 2014, sobre sua estátua:
| “ | Toda homenagem a gente não pede, e sim, agradece. Mas não deixa de ter um lado emotivo, porque foi feita em uma data em que estou completando 80 anos e, desse total, 18 anos foram dedicados ao Paysandu. Nesses 18 anos, eu vivi dia e noite por este clube. Nós tínhamos uma atividade muito intensa aqui. Eu me sinto mais uma vez responsável por estar representando os atletas que defenderam o Paysandu da minha geração e daqueles que me sucederam. (...) A estátua é de todos. Quando olho para essa estátua, não reconheço só eu e, sim, todos os ex-atletas do Paysandu". | ” |

Em 2015, sobre a longeva carreira:
| “ | Não existe futebol moderno, existem métodos modernos. Muito do que se fazia antes se faz agora. Tem-se a mania de não respeitar mais o jogador quando se chega a 30. Na minha época, íamos até os 40 anos e os campos era piores. Com 30 anos, o jogador é considerado velho, nem tanto pelo excesso de treinos e sim pela forma como treinam. | ” |

Modéstia ao ser homenageado com uma linha de camisas do Paysandu, também em 2015:
| “ | Para mim é uma satisfação muito grande, mas eu recebo essa homenagem representando uma categoria de jogadores que estiveram comigo naquela época. Ninguém deve levar como vaidade o esforço que foi coletivo, e o esforço que não depende apenas de um. Vesti a camisa do Paysandu por 18 anos e dentro do clube conquistei 12 títulos com esta camisa. Agradeço a todos que me ajudaram na minha caminhada como jogador e a todos que me propuseram esta grande homenagem. | ” |

Em 2017, sobre a fidelidade ao Paysandu:
| “ | Hoje em dia você não vê um atleta ficando mais que dois anos em um time. Por isso, me orgulho de ter dedicado quase 20 anos da vida ao Paysandu, onde sempre sou bem recebido e recebo homenagens até hoje. | ” |

Em 2024, sobre a preferência pelo sossego e a escalada de violência entre as torcidas no Re-Pa:
| “ | Eu não vou ao estádio porque os jogos terminam muito tarde. Mesmo na televisão a gente consegue analisar. No campo, tem aquela gritaria e acabo não prestando atenção. Além disso, tem o lado emocional de estar no estádio. Tem torcedor em campo de futebol que desaba. Eu, com quase 90, não quero correr esse risco, quero durar mais. A rivalidade sempre existiu, mas não como é hoje. Antigamente, acabava o jogo e nós atravessávamos a pé, da Curuzu para o Baenão, para jogar. O mesmo acontecia do lado do Remo. Acabava o jogo, a gente saía de campo no meio da torcida e não tinha problema nenhum, não havia ofensa, xingamento... Quando o Carlos Castilho, goleiro, chegou aqui, deu a ideia da gente não sair mais atravessando a rua, já que éramos um time grande. Assim, a gente começou a ir se trocar no vestiário do estádio. Parece que ele já tinha uma noção da violência que viria. | ” |

## Títulos
Paysandu
- Campeonato Paraense: 1956, 1957, 1959, 1961, 1962, 1963, 1965, 1966, 1967, 1969, 1971 e 1972[1]

Seleção Paraense
- Etapa Norte do Campeonato Brasileiro de Seleções Estaduais: 1959[1]